# Saison 2 des Razbitume
Cet article présente le guide des épisodes la deuxième saison de la série télévisée Les Razbitume.

## Épisode 1  & 2:Panique au camp
- États-Unis : 25 juin 2004
- France : 5 janvier 2005

- Le titre original fait référence au roman "Interview With The Vampire" de Anne Rice.

## Épisode 3:Un caractère de chien
- États-Unis : 4 juin 2004
- France : 29 décembre 2004

## Épisode 4:À la recherche de Cynthia
- États-Unis : 2 octobre 2004
- France : 19 janvier 2005

- La plante verte de Pangborn se nomme Elmira.
- On peut voir deux allusions a la série Razmoket : Reptar et les Bétanounours.

## Épisode 5:La passion rend fou
- États-Unis : 5 juin 2004
- France : 26 janvier 2005

- Il semblerait que les Razbitume pratiquent du football.

## Épisode 6:L'arbre généalogique
- États-Unis : 12 juin 2004
- France : 2 février 2005

- Première fois que l'on voit Fifi dans la série.
- Apparition de Reptar en livreur de pizzas.
- Le tournevis que Tommy avait dans les Razmoket est devenu un porte clé.
- Le père biologique de Kimi s'appelle Hiro et il vit au Japon.
- Susie et Charles Edouard prennent des cours de hip hop.

## Épisode 7:Nez en moins
- États-Unis : 17 juin 2004
- France : 9 février 2005

## Épisode 8:Le choix du Susie
- États-Unis : 17 juillet 2004
- France : 16 février 2005

## Épisode 9:Le copain imaginaire
- États-Unis : 27 novembre 2004
- France : 23 février 2005

- Jules fait de l'escalade.
- Dans la VO, le titre, Izzy or Isn't He, est un jeu de mots. Phonétiquement, cela signifie "Est il ou n'est il pas".

## Épisode 10:Tel père, tel fils
- États-Unis : 6 novembre 2004
- France : 2 mars 2005

- Pour le concours : Tommy a fait une trieuse a chaussettes, Kimi un orchestre, Alphonse travail sur les odeurs et Sophie travail sur les boulettes de papier.

## Épisode 11:Un exposé difficile
- États-Unis : 27 novembre 2004
- France : 9 mars 2005

## Épisode 12:La peur du vide
- États-Unis : 12 février 2005
- France : 16 mars 2005